# NGC 7793
NGC 7793 là tên của một thiên hà xoắn ốc kết cụm được quan sát là nằm trong chòm sao Ngọc Phu. Khoảng cách của nó với trái đất của chúng ta là khoảng xấp xỉ 12,7 triệu năm ánh sáng. Năm 1826, nhà thiên văn học người Scotland James Dunlop đã phát hiện ra thiên hà này.
Thiên hà này là một trong những thiên hà sáng nhất trong nhóm các thiên hà của chòm sao Ngọc Phu. Nhóm này thì có hình thon dài, và giữa chúng có những liên kết lỏng lẻo. Các thiên hà của nhóm này mà ở gần trung tâm của nhóm thì có liên kết chặt chẽ với nhau.
Vào ngày 25 tháng 3 năm 2008, một siêu tân tinh tên là SN 2008bk được phát hiện là nằm trong NGC 7793. Cấp sao cao nhất của nó là đạt 12,5 và điều này khiến nó trở thành siêu tân tinh sáng thứ 2 được quan sát vào năm 2008. Vụ nổ này xuất phát từ một sao khổng lồ đỏ, được quan sát chỉ trong 547 ngày trước khi nó phát nổ.
Có những luồng vật chất đi ra từ một lỗ đen tên là P13 đã cung cấp năng lượng cho một tinh vân lớn tên là S26 ở các đường xoắn ốc bên ngoài thiên hà này. Mới đây nhất thì khối lượng của lỗ đen này được ước tính là gấp 15 lần khối lượng mặt trời. Cạnh đó có một ngôi sao có khối lượng ước tính là gấp 20 lần khối lượng mặt trời và chúng có quỹ đạo với nhau là 64 ngày. Lỗ đen này đang lấy đi một lượng vật chất từ những ngôi sao lân cận. Nhưng lượng vật chất bị lấy đi ấy với một lỗ khối lượng gấp 15 lần mặt trời là quá lớn (gấp đến 10 lần lượng vật chất mà đáng lẽ phải lấy đi; tức là đáng lẽ nó phải lấy 1 đơn vị vật chất thì hiện tại nó đang lấy đi 10 đơn vị vật chất). Nếu khẳng định trên không hề sai sót thì lí thuyết khối lượng lỗ đen và tốc độ hút vật chất của nó có sai sót.

## Dữ liệu hiện tại
Theo như quan sát, đây là thiên hà nằm trong chòm sao Ngọc Phu và dưới đây là một số dữ liệu khác:
Xích kinh 23h 57m 49.8s
Độ nghiêng −32° 35′ 28″
Giá trị dịch chuyển đỏ 227 ± 2 km/s
Cấp sao biểu kiến 10.0
Kích thước biểu kiến 9′.3 × 6′.3
Loại thiên hà SA(s)d